# Ropalidia hongkongensis
Ropalidia hongkongensis är en getingart som först beskrevs av Henri Saussure 1854.  Ropalidia hongkongensis ingår i släktet Ropalidia och familjen getingar. Utöver nominatformen finns också underarten R. h. juncta.